# Заречье (Лавровское поселение)
Заречье — село в Козельском районе Калужской области. Входит в состав Сельского поселения «Деревня Лавровск».
Расположено примерно в 10 км к западу от города Козельск.

## Население
На 2010 год население составляло 0 человек.